# الرابطة الإسلامية للمهندسين في إيران
الجمعية الإسلامية للمهندسين في إيران (بالفارسية: انجمن اسلامی مهندسان ایران) هو حزب سياسي إيراني من المهندسين تابع لمجلس تنسيق جبهة الإصلاح.

## قادة الحزب
| الاسم             | الفترة            |
| ----------------- | ----------------- |
| رحمة الله خسروي   | 1991-1990         |
| مصطفى موازن زاده  | التسعينيات        |
| محسن ناريمان      | التسعينيات - 1997 |
| علي محمد غربياني  | 1997-2017         |
| رحمة الله خسروي   | 2017-2018         |
| إبراهيم أصغر زاده | 2018–             |